# Johan von Wright
Johan Magnus von Wright (* 31. März 1924 in Helsinki; † 30. April 2015 in Kimitoön) war ein finnischer Forscher, Philosoph und Tischtennisspieler. Er wurde 1983 zum Professor für Angewandte Psychologie an der Universität Helsinki ernannt.

## Leben
Johan von Wright gehörte zur finnischen Adelsfamilie von Wright. Sein Vater war Sven von Wright, ein Direktor der Metal Industry Association. Der Philosoph Georg Henrik von Wright war ein Cousin von Johan von Wright. Johan von Wrights Tochter ist Moira von Wright, Professorin für Pädagogik, und sein Sohn ist Joakim von Wright, Professor für Informatik an der Åbo Akademi University.
Er schrieb sich 1942 als Student ein und schloss 1950 sein Studium an der Universität Helsinki mit einem Bachelor und 1955 an der University of Oxford mit einem Doktortitel ab. 1949, 1951–1953 und 1963 unternahm er Studienreisen nach England. 1946 nahm er an der Finnischen Tischtennis-Meisterschaft teil, wo er Bronze gewann.
Johan von Wright arbeitete von 1952 bis 1958 als Assistent am Institut für Psychologie an der Universität Helsinki. Von 1958 war er Professor für Psychologie an der Åbo Akademi University und von 1960 bis 1962 Assistenzprofessor für Psychologie an der Universität von Helsinki. Von 1958 bis 1960 war er Schauspielprofessor an der Universität Turku und von 1960 bis 1983 Professor und Dekan der Fakultät für Sozialwissenschaften in den Jahren 1969 und 1973 bis 1975. Von 1975 bis 1978 war er Forschungsprofessor an der Finnischen Akademie. Von 1983 bis 1989 war von Wright Professor für Psychologie (insbesondere angewandte Psychologie) an der Universität von Helsinki.
Zusammen mit seiner zweiten Frau Maijaliisa Rauste-von Wright schrieb er das weit verbreitete Prüfungsbuch Lernen und Bildung. Professor von Wright ist seit 1963 Mitglied der Finnish Science Society, seit 1974 Mitglied der Finnish Academy of Sciences und seit 1991 Mitglied der Academia Europæa.
Von Wright wurde 2008 mit der Ehrendoktorwürde ausgezeichnet. Am 30. April 2015 verstarb er im Alter von 91 Jahren.